# Tropolon
Tropolon je derivat tropona sa hidroksilnom grupom u 2-poziciji.
Dva moguća metoda za sintezu tropolona su:
- brominacija 1,2-cikloheptandiona sa N-bromosukcinimidom čemu sledi dehidrohalogenacija na povišenim temperaturama
- aciloinska kondenuacija etil estra pimenske keseline aciloina čemu sledi oksidacija bromom

Ovaj molekul je inhibitor groždane polifenolne oksidaze.-{